# Revell Webster
Revell Webster (* 2. Oktober 2004 in San Juan) ist ein Leichtathlet aus Trinidad und Tobago, der sich auf den Sprint spezialisiert hat.

## Sportliche Laufbahn
Erste internationale Erfahrungen sammele Revell Webster bei den CARIFTA Games 2022 in Kingston, bei denen er in 10,65 s den siebten Platz im 100-Meter-Lauf in der U20-Altersklasse belegte und über 200 Meter mit 21,81 s im Halbfinale ausschied. Zudem gelangte er mit der 4-mal-100-Meter-Staffel mit 44,90 s auf den achten Platz. Anschließend schied er bei den U20-Weltmeisterschaften in Cali mit 10,62 s und 21,42 s jeweils in der ersten Runde über 100 und 200 Meter aus und verpasste mit der Staffel mit 40,77 s den Finaleinzug. Im Jahr darauf belegte er bei den CARIFTA Games 2023 in Nassau in 10,66 s den siebten Platz über 100 Meter und im August schied er bei den Weltmeisterschaften in Budapest mit 38,89 s im Vorlauf mit der Staffel aus. Im Herbst begann er ein Studium an der Liberty University.

## Persönliche Bestzeiten
- 100 Meter: 10,36 s (+1,7 m/s), 8. Juli 2023 in Port-of-Spain
- 200 Meter: 21,06 s (+0,6 m/s), 30. Juli 2023 in Port-of-Spain